# Sophus Schandorph
 Der er for få eller ingen kildehenvisninger i denne artikel, hvilket er et problem. Du kan hjælpe ved at angive troværdige kilder til de påstande, som fremføres i artiklen.

Sophus Christian Frederik Schandorph, (8. maj 1836 i Ringsted – 1. januar 1901) var digter og uddannet teolog.

## Opvækst
Faren, Johan Frederik Schandorph (født 1793 i Holbæk – død 1855, dansk jurist, tidligere byfogedfuldmægtig, godsforvalter, postfuldmægtig), førte som en slags postmester opsyn med statens befordringsvæsen der i byen. Han var en pligttro og flittig mand, jovial, med et lykkeligt glad temperament. Sønnen kom som ældre til at ligne ham, selv om han stadig bevarede inderst inde arv efter sin mere begavede mors noget tunge, temmelig prikne og pirrelige gemyt. Hun var en sjællandsk proprietærdatter, Andrea født Møller (opdraget Helsingør og i København, gift 1835). I den første og elskværdigste del af sine to binds Oplevelser (1889-98) har Schandorph fortalt, hvilket lykkeligt barndomshjem han og hans yngre broder havde. Det var ham en ublid forandring, da han 1848 sendtes fra fødebyen og dens borgerskole til Sorø med dens latinskole og opdragelsesanstalt. Hjemløshedsfølelsen befæstede hos ham og drengealderens hang til fantasterier, befordrede en tidlig vakt lyst til at genne virkeligheden fra sig gennem snart sentimentalt, snart satirisk skriveri, skuespil eller tegning. I det sidste par skoleår kom han under stærk religiøs påvirkning. Således faldt det som af sig selv, at han gav sig til at studere teologi, efter at han 1855 var blevet student. Han fik også embedseksamen (1862). Men længe forinden havde læsning og ældres omgang gjort det af med hans tro. Dog overlevede den kristne synds- eller angerfølelse godt en halv snes år dogmefaldet i hans sind. Og han synes hele sit liv at have beholdt evne til religiøs andagtsfølelse, – "jeg har", skriver han 1897, "altid et Alter nær ved mig for den store ubekjendte".

## Sprogtalent
Hans sprogtalent og hans æstetiske interesser havde bragt ham til at studere romanske sprog og litteraturer. Litterært affødte dette studium nogle litterærhistoriske artikler, en doktordisputats om det 18. århundredes stridige italienske dramatikere Carlo Gozzi og Carlo Goldoni (1874) samt enkelte, ypperlige oversættelser af romansk lyrik. Praktisk førte studierne ham ind på en 15 års virksomhed som sproglærer i københavnske skoler og familier. Han havde giftet sig 1867 med en præstedatter fra Slagelse, Ida Sophie Branner (1840-1911), hvem mangt et blad i hans digtning med god grund har prist eller takket. Og navnlig efter brylluppet faldt lærergerningen jo tit en smule trælsom. Der blev dog både før og siden god lejlighed til at se sig om i livet. Schandorph var allerede som ung student kommet ind i Kristian Arentzens kreds, hvor han havde lært sig uvilje mod den herskende nationalliberalisme og mod juste-milieu’et. Han kom også tidlig i berøring dels med repræsentanter for den venstresindede opposition (Gert Winther, Anton Frederik Tscherning), dels med repræsentanter for hine konservative af den gamle skole, som han en tid lang følte sig næsten stærkest hendraget til. Og endelig førte hans italienske talelærer ham ud i på helt anden måde oppositionelle lag. Læreren var artistagent; han gav sin undervisning rundt om på forlystelsessteder og lod sin elev stifte bekendtskab med alskens udenlandske gøglere og med medlemmerne af de italienske operatrupper, som årlig fra 1865-70 gæstede København. Således skærpedes Schandorphs blik over for herskende ideer og over for det vedtægtsmæssig korrekte, foruden at han i betydeligt omfang forøgede sit fond af virkelighedsindtryk, der jo hidtil væsentligst havde bestået i indtryk af sjællandsk købstadsliv og landliv. Til overflod var han fra 1863 i løbet af en halv snes år tre gange i Paris og levede flittig sammen med dets studenterkvarters befolkning.

## Pigebarnsagtig spinkelt mandfolk
Opposition mærker man dog foreløbig kun lidt til i hans digtning. Den har en smule udenomspolemik mod studenterforherligelse og skandinavisme, og den vrænger i ny og næ ad bureaukratisme og bourgeoisi; men dens personlighedsideal er noget så overgemt som en afbleget chateaubriandsk Atala-René, og den samfundsmæssige "ukorrekthed", som den lovpriser, er en slags rahbeksk anløbne stuesymposier med diskussion og bellmans- eller gluntarsang. Endnu fattigere er hans poesi på virkelighedsindtryk. Træffer man dem, så have de gerne for længst sat al deres beskedne ærlighed over styr i et dystert fantastens skole. Man skulle blot vide, hvad han den gang kunne falde på at gøre ud af en så forholdsvis simpel sag som en flygtig lille forliebelse i en sangerinde. Læseren slap såmænd nødig billigere end med et dødsleje og med en hvileløs Don Juan af en asket og en skelende russisk greve og et dolkestød på åben, natsløret gade. De skulle være så romantisk lidenskabelige, poeterne, den ægte poesi var den store "lidenskab"! Selv var Schandorph i 60erne et noget pigebarnsagtig spinkelt mandfolk med jomfruskære kinder; han bar sit tykke gule hår strøget frem ved begge sider i sirlig pomadiserede lag, der var over hans ansigt et halv sippet, halv forlegent-selvtilfreds udtryk. Hvad angår hans indre, så forsikrer han, at der er en evig "uro i hans hu», han "farer hvileløst fra Latter til Graad". Og han taler tit om sin store opfarenhed og utålmodighed. hans nervøse irritabilitet er sikker nok, den går tit igen i hans senere digtning, bl.a. i de piskeknald, hvormed de mere kommanderende af hans helte eller heltinder ynde at fremskynde en afgørelse. Men nervøsitet er jo ikke det samme som romantisk stor lidenskab. og for resten ytrer ikke engang nervøsiteten sig poetisk i hans ungdoms lyrik, den ses ikke af digtenes bygning, høres ikke i deres rytme. Han havde debuteret med nogle, for største delen erotiske, Digte (1862); i 1868 og 1875 var fulgt nye smådigte, og 1867 havde han anonymt udgivet nogle (i 1863 påbegyndte) dramatiske scener: Ude i Skoven. Overalt i disse vers er formen konventionelt pyntelig, tonefaldet som oftest lidt dumpt eller mut eller vemodig forsagt. De bedste af digtene lyse blidt af en nøjsom fortrøstning, hvorover der er gledet som et åndepust af forsagelse. Og yderst påfaldende hos denne "lidenskabens" formentlige beundrer og offer er en inderlig sympati med al stilfærdig jævnhed. Hjemligst til mode føler Schandorph sig sammen med folk, som netop ikke kende noget til og ikke heller ville vide at sige af romantikkens lidenskabelighed (se f.eks. Digterens Moder i den første, det udmærkede mindedigt over Werner i den sidste af digtsamlingerne).

## Ny retning
Åbenbart havde Schandorph hidtil hængt fast i et poetisk ideal og i poetiske former, som ikke passede for hans naturel og ikke tillod ham at bruge, hvad han sad inde med. Men så hændte det ham, midt i 70erne, at han kom i personlig berøring med den brandesske bevægelse. Han havde hibbet så småt efter den før. Nu desillusionerede den ham over for det romantiske fantasteri, og dens litterære virkeligheds- og personlighedskrav viste ham hen til et nyt virkefelt. Delvis i samme retning var han for resten blevet påvirket af et par af Ivan Turgenjevs bøger. Og det andet og betydningsfuldeste afsnit af hans digtervirksomhed begynder. Det indledes med novellesamlingen Fra Provinsen (1876), særlig med dens bedste fortælling, En Enkestand. Fra nu af er han endelig for alvor inde i digterisk opposition til tiden, for så vidt som hans fornemste og lykkeligst løste opgave kommer til at bestå i at forfølge det romantiserende selvbedrag, skuespillenet, hanget til at tro sig noget andet, end man er. Lige tvært imod opstiller han atter og atter som ideal det virkelighedskære eller i alt fald virkelighedstålsomme arbejdsmenneske, jævnt, passelig hjælpsomt, hadende som pest at stikke andre og sig selv patetisk eller sentimentalt blår i øjnene. Og først fra nu af livnes også hans digtning af alle de forskelligartede virkelighedsindtryk, som han huskede fra tidligere tid, eller som han fra dag til dag modtog. Naturligvis var disse indtryk ikke fotografisk uomtvistelige; de havde særpræg af hans personlighed, og de vare også tit (ham selv uafvidende) blevne forvanskede en del af erindringen. Siden hen, hvor han skrev vel meget, skabte han desuden frit overdrevne varianter af dem, ikke mindst til brug ved skildringer af bønder og småtskårne provinsialister. Men dette er jo fælleskår for al poesi og fællesskæbne for næsten alle digtere.

## Succes
Schandorphs novellebog havde givet ham position, positionen gav arbejdslyst og arbejdsheld. Så kom endda det til, at han straks efter fik det anckerske digterstipendium og fór af sted til sine længslers land, Italien (1877). Næsten ind imellem hverandre påbegynder eller færdiggør han i denne tid fire af sine betydeligste bøger og nogle af sine allerbedste småhistorier: den store versificerede fortælling Unge Dage (udgivelsesår 1879), romanen Uden Midtpunkt (1878), den to binds roman Thomas Friis’ Historie (1881) og romanen Smaafolk (1880). Den sidstnævnte bog sættes i almindelighed højest blandt hans prosaskrifter. I Uden Midtpunkt havde han stillet en art Rudin-type ud mellem herregårdsfolk, i Unge Dage og Thomas Friis havde han sat denne type—og sig selv—i belysning af den københavnske national-liberalismes nedgangsperiode. Nu i Smaafolk greb han tilbage til en anden gruppe af sine tidligste københavnsindtryk, han formummede sig i en brav lille tjenestepiges skikkelse og omsatte efter dens behov en del af det, som han havde erfaret med sin italienske talelærer, artistagenten, som fører. Bogen er rig på fornøjelige bifigurer, fastere bygget og mere sammentrængt i sin form end i alt fald meget af hans senere udgivne store arbejder. Den skæmmes blot af hans mere og mere frembrydende tilbøjelighed til i miljø- og naturskildringer at følge moderne fransk novelleteknik længere, end som rimeligt er over for danske mennesker og dansk natur. Han kan komme til at omgive åndelige småkårsvæsener med en koloreret detailrigdom, der passer til dem værre, end koloraturer passe til en lille bitte folkevise.

## Stor produktion
I 1880 fik han årlig statsunderstøttelse som digter (den forhøjedes 1883, forhøjelsen trådte dog faktisk først i kraft 1887). Og fra nu af lod han omtrent sproglærervirksomheden fare. I stedet for udsendte han gennemsnitlig hvert år en bog, stundom kom der et år to eller tre. Han blev ved at skrive smådigte (Samlinger 1882 og 86), deriblandt meget smukke digte. Tonefaldet kan stadig, selv i begejstrede opsange, synes lidt kortåndet eller mut; men tonen er blevet kraftigere, myndigere. desuden dramatiserede han til københavnske privatteatre et par små og en stor fortælling (Uden Midtpunkt, Folketeatret, 1887) og fik spillet på Det Kongelige Teater to helaftens-lystspil (Valgkandidater 1886, Hjemkomst 1893). Men fortrinsvis var og blev han fortæller. I hans Ti Fortællinger (1891), der består af to bøger fra 1879 og 82, have måske både hans burleske lystighed og hans bløde humor fundet det mest fuldkomne udtryk; særlig er det her lykkedes ham at finde en ganske usentimental form til hans hengivne respekt for livets opofrende, overbærende, nøjsomme slidere, for den slags korsdragere, som ikke et øjeblik falde på at føle deres kors. Blandt hans senere romaner eller store fortællinger lader Skovfogedbørnene (1884; 2. oplag 1894) til at have vundet flest venner. Efter at han i Et Aar i Embede (1883) havde fremstillet den brandesske bevægelse, afspejlet i en provinsby, var han vel så noget nær færdig med de betydningsfulde personlige oplevelser, der tillod ham at give romaner en vis historisk baggrund og relief. Han søgte undertiden at bøde derpå gennem iagttagelse (f.eks. af indremissions-bevægelsen), men han så næppe dybere eller nøjagtigere end så mangen udenforstående tilskuer. Med større held tilstræbte han nu og da afveksling ved at forlægge skuepladsen til udlandet og lægge den tilbage i tiden. Således har han i Den store Mademoiselle (Fra Isle de France og fra Sorø Amt, 1888) skildret Ludvig XIV’s hofliv, og i romanen Poet og Junker (1892) digteren Alfieris Italien i sidste halvdel af det 18. århundrede.
I 1899 udgav Schandorph Gamle Billeder.

## Trivelig og svær
Medens årene gik, var han blevet trivelig og svær. udtrykket i hans ansigt sagde meget klart, at han kendte i ensomhed ikke blot til ør opfarenhed, men også til disse "rugende, melankolske stemninger", som han etsteds halvvejs bebrejder sine venner at de ikke vilde tiltro ham. Ude mellem folk derimod—og han kom sammen med mange og mange slags folk—blev han i hast den legemliggjorte hyggelige jovialitet. Skønt i en vis forstand partimand forligedes han ypperlig med alverden, noget af klogskab, noget af fordomsfrihed, men mest af blødhjertethed, fordi han overmandedes af den mindste smule venlighed og virkelig mente de venlige det godt. Så fyldte han gerne stuen med sin skrattende, smittende latter, især når han fik lov til at fortælle "uartige" historier. Hans gamle uvilje mod "korrektheden" var blevet til et sværmeri for såkaldte usnerpede ord og tildragelser, -- et sværmeri, der naivt levede side om side med en halvvejs pedantisk pillenhed på forskellige andre smagsområder.

## Enden på et rejseliv
Lige til 1897 rejste han meget. Han så sig en del om her hjemme (bl.a. på et par oplæsningstournéer), og han var både i Norge og Sverige, i Tyskland og Østrig, tiest eller længst i Paris og Italien. En gang (fra 1887) blev han over tre år borte.
Da han kom hjem fra sin sidste rejse, bosatte han sig et par års tid i Lyngby, ellers boede han i København. Og der døde han, efter lang tids sygdom (apopleksi), Nytårsmorgen 1901. Ved sørgehøjtiden over ham medvirkede ingen præst; hans lig blev brændt.